# Mini ALL4 Racing
La Mini ALL4 Racing è una autovettura da corsa a marchio Mini, realizzata dal team tedesco X-raid secondo le norme FIA di Gruppo T1 (veicoli fuoristrada prototipi), per gareggiare nella Coppa del mondo rally raid (Cross Country Rally World Cup). Nonostante riprenda a scopo di marketing buona parte delle fattezze esteriori della Mini Countryman, è a tutti gli effetti un fuoristrada prototipo appositamente progettato per partecipare alle gare di Rally raid.

## Storia
La versione da corsa a quattro ruote mortrici della Mini Countryman, denominata All4 Racing, nasce nel corso del 2011. La concezione del progetto è opera del MINI Design Team e della Magna Steyr, in stretta collaborazione con l'X-raid, ed è in parte derivato da quello della BMW X3 CC. Il telaio e e la carrozzeria sono stati realizzati dalla Heggemann Autosport GmbH, mentre il motore è lo stesso della BMW X3 CC; in soli 90 giorni è stato costruito un primo esemplare marciante. Il programma sportivo che prevedeva il debutto al Rally Dakar 2011 fu annunciato il 9 dicembre 2010 mentre i primi test previsti si svolsero in Francia tra il 13 ed il 14 dicembre successivo.
La All4 Racing impiegata dal team tedesco X-raid e capitanato da Sven Quandt, componente della famiglia azionista di maggioranza della BMW, è utilizzata esclusivamente nei Rally raid; va distinta nettamente dall'altra versione da corsa della Countryman, la Mini John Cooper Works WRC sviluppata e gestita dalla Prodrive, che gareggia invece a partire dal 2011 nel Campionato del mondo rally ed è conforme al regolamento FIA WRC Rally.

## Descrizione tecnica
La Mini All4 Racing è costruita conformemente al regolamento tecnico della FIA, articolo 285-2012, appartiene al "Gruppo T1", che comprende i cosiddetti "fuoristrada modificati", cioè mezzi privi di correlazione con la produzione di serie. La Federazione suddivide il Gruppo T1 in ulteriori 4 classi, la All4 Racing appartiene alla "Classe T1.2", quella dei fuoristrada prototipi con trazione integrale e spinti da motore Diesel; questa vettura dispone quindi di telaio e componenti meccanici costruiti appositamente per questo tipo di corse. Al di là del nome e della carrozzeria che riproduce in parte il design della Mini Countryman stradale, tecnicamente non deriva da quest'ultima.

### Telaio e corpo vettura

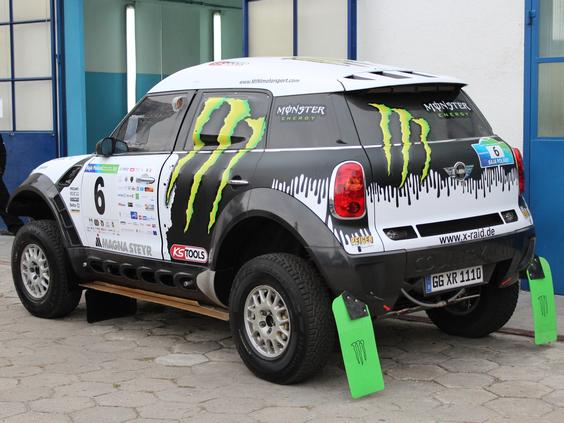
Posteriore di una Mini All4 Racing del team Monster Energy X-Raid Team

La All4 Racing è dotata di un telaio a traliccio tubolare in acciaio (come prescritto dal regolamento tecnico) realizzato dalla Heggemann Autosport GmbH; si caratterizza per una conformazione che permette: una cellula abitacolo biposto, un vano anteriore nel quale è alloggiato il motore, un vano posteriore che ospita il serbatoio del gasolio da 420 litri di capienza, 3 ruote di scorta e attrezzatura per le riparazioni, attacchi per le sospensioni e per gli ammortizzatori (2 per ogni ruota) con escursioni notevoli.
La carrozzeria è in fibra di carbonio e richiama le linee esteriori della Countryman; si suddivide in alcuni elementi asportabili in modo rapido, permettendo così di accedere facilmente alle componenti meccaniche.
Dispone di trazione integrale e cambio sequenziale a 6 rapporti.

### Motore
Il propulsore che la spinge è un 6 cilindri in linea turbodiesel BMW di 2.993 cm³ di cilindrata, derivato da un'unità dei serie opportunamente rivista dalla BMW Motoren GmbH per un uso agonistico; è dotato di carter secco per ridurne l'altezza e permettere la lubrificazione ottimale anche in caso di pendenze estreme. Il motore è sovralimentato da 2 turbocompressori e sul collettore di aspirazione è collocato per regolamento un restrittore d'aria da 38 mm di diametro per limitarne la potenza massima, che si attesta intorno ai 315 CV a 4.000 giri/min, la coppia motrice massima raggiunge i 700 Nm a 1.900 giri/min. I radiatori dell'acqua e dell'olio sono posti sull'avantreno, mentre l'intercooler dell'impianto di sovralimentazione è posizionato dietro l'abitacolo, quest'ultimo viene raffreddato tramite le prese d'aria poste sul tetto e sulle fiancate laterali all'altezza dei finestrini.

## Risultati sportivi
Il debutto dell'auto è stato nel gennaio 2011 al Rally Dakar 2011. Nel corso di tutta la stagione agonistica 2011 l'auto ha cominciato a primeggiare nelle competizioni di rally raid ed alla Dakar 2012; i suoi piloti hanno dominato le prove speciali e la classifica generale sin dalle prime battute, concludendo poi la gara con la vittoria di Stéphane Peterhansel e il 2º posto di Nani Roma. La All4 Racing bissa il successo anche l'anno seguente, ancora con Peterhansel, e con Leonid Novickij che chiude al 3º posto.

## Palmarès
2011
- all'Abu Dhabi Desert Challenge con Stéphane Peterhansel (aprile)
- al Silk Way Rally con Stéphane Peterhansel (luglio)
- al Baja Portalegre 500 con Filipe Campos (ottobre)[7]

2012
- al Rally Dakar con Stéphane Peterhansel

2013
- al Rally Dakar con Stéphane Peterhansel

2014
- al Rally Dakar con Al-Attiyah/Baumel